# Велики храм (Петра)
Велики храм у Петри је монументални комплекс који се налази јужно од улице Колонад у Петри. Покрива површину од око 7.560 м². Комплекс је вероватно завршен почетком првог века нове ере, под владавином набатејског краља Арете IV, што сугеришу архитектонски и скулптурални детаљи.
Велики храм је заузимао важно место у древној Петри: из његових рушевина се сада може видети Сик на југоистоку, Каср ел-Бинт на западу и Доња пијаца (Комплекс базена Петра) на истоку. Није јасно да ли је комплекс био верска или административна зграда, и, ако је заиста био верски, како је тачно функционисао или ком божанству је био посвећен.

## Историја истраживања
Током 1890-их, рушевине су површно истраживали немачки археолози Р. Е. Бринов и А. фон Домашевски. Волтер Бахман је потом, као припадник одељења за заштиту немачко-турске војске, истраживао Петру и био је први научник који је идентификовао споменик под његовим садашњим именом у својој ревизији градског плана Петре из 1921. године. Марта Шарп Јоуковски са Универзитета Браун је покренула археолошка ископавања 1993. године, а истраживање њеног тима је утицало на већину научних интерпретација.

## Архитектура
Велики храм је правоугаони комплекс поравнат по оси североисток-југозапад.
Од улице са колонадом, постоје степенице које су високе око 17 м широко у Пропилеје. Ово степениште је измењено и одмах након изградње Великог храма и током изградње Колонадне улице око 20. године, 76. године нове ере. Пропилеји и улица се налазе на око 8 м испод Доњег Теменоса, који је сам по себи 6 м испод Горњег Теменоса и главнине храма. Сам храм се налази непосредно јужно од Горњег Теменоса.
Две екседре (полукружне удубљења са клупама) налазе се источно и западно од монументалног степеништа које спаја Доњи и Горњи Теменос. Сам храм је изграђен са четири предња стуба оштукана црвеном, жутом и белом бојом ради јасног контраста са окружењем од пешчара, и хипотетички би био висок 20 метара. Таква висина је упоредива са висином садашњих 23 Каср ел-Бинта. м, али не тако величанствен као Хазнех (ризница), чија фасада достиже 39 м. Позоришна грађевина (театрон) са око 600 места доминира унутрашњошћу храма иза Горњег Темена, где су остали трагови обимне декорације у златним листићима и обојеном штуку.
Управљање водом такође игра значајну улогу у архитектури Великог храма, јер су две значајне цистерне од 59 м3 и 327 м3 (приближно 59.000 и 327.000 литара). Цистерне се уливају у подземни систем канализације, који се протеже дужином храма, а затим се спаја са градским системом за дистрибуцију воде. Ови канали су можда потом водили до Каср ел-Бинта и Вади Сијага.

## Значајни налази
Чак и пре систематских ископавања, резбарени архитектонски фрагменти (отпад од земљотреса) били су разбацани по том подручју.
Међу најбитнијим налазима откривеним ископавањем су два углавном нетакнута капитела са главама слона, са четири главе уместо волута јонског капитела. Пронађени су у близини Доњег Теменоса 2000. године, са укупно 328 фрагментираних елемената у облику главе слона. Поред капитела, багери су пронашли осам кречњачких рељефних плоча које приказују мушке и женске попрсја,идентификоване као референце на Аполона / Ареса, Афродиту /Амазонку, Тиху / Фортуну и друге.
Остали налази су укључивали лампе, новчиће, римско стакло, керамичке фигурице и посуде, са више коринтских акантових капитела и цветних фризова. Ови артефакти указују на то да је изградња Великог храма почела средином или крајем првог века пре нове ере.
У Горњем Теменосу пронађена је набатејска осликана керамика, осликани и исписани малтер и бронзана плоча. Југоисточно од Горњег Теменоса пронађена је култна или заветна фигура исклесана у барељефу, приказана као да држи мач или бодеж и скривена зидом од тесаног камена. Ова бројка сугерише да је Велики храм можда коришћен као место богослужења.

## Тумачења
У центру дискусије о Великом храму је питање да ли је Бахманова претпоставка о функцији грађевине као храма тачна. Јоуковски тврди да због присуства „позоришта“ уместо канонске целе (главне просторије канонског грчког или римског храма), зграда није могла бити пренамењена да служи као верски простор.
Јоуковски износи аргумент да је сам храм упоредив са оним што Артур Сегал описује као „ритуална позоришта“, чија је одлика поглед на значајан природни или вештачки створен објекат. Пошто су ископавања доказала да кавеа (просторија за седење) претходи бини и да је постојала неко време и без ње,омогућавајући гледаоцима да гледају у Вади Мусу, Сегалова дефиниција може бити применљива на Велики храм.
Као што се дешава и са другим верским објектима у Петри, није јасно којем божанству, ако га је уопште било, су Набатејци обожавали у Великом храму. Заветне фигуре попут оне са мачем пронађене у њеном најјужнијем пролазу уобичајене су и на другим местима у Петри, а могуће је да су их оставили каменоресци тражећи од божанстава да благослове њихов рад или изражавајући своје кајање због мењања природних стеновитих формација. Аниконски бетили омогућавају да се у овој грађевини поштује главно божанство Набатејаца, Душара или његовова партнерка Уза.
Неки научници стављају у први план грађанске функције, испитујући Велики храм у односу на стандардне грчко-римске просторе као што су булоутерија (сале за састанке) и комицијум/курија (римско место за политичке састанке). Тумачење Великог храма као административног центра је вероватно поткрепљено неколико референци на булаву или савет у постојећим папирусима из Бабатове архиве из краја 1. до почетка 2. века нове ере. Бабата је била Јеврејка чија су писма много тога расветлила о Набатеји и римској провинцији Арабији, а већина писама се односи на трансакције и законско власништво над имовином. Још један налаз који потврђује ову опцију је римски царски натпис на латинском. Такође датира из другог века, признаје цара тог времена по имену и титули, а пронађена је у западној одаји храма.